# 大好きって意味だよ
「大好きって意味だよ」（だいすきっていみだよ）は、キョエの楽曲。2019年（令和元年）5月22日にソニー・ミュージックレーベルズ（LAUNDRY POLE RECORDSレーベル）よりデビュー・シングルとして発売された。

## 概要
2019年（平成31年）4月から同年（令和元年）5月の2か月間、NHK『みんなのうた』で放送された楽曲である。作詞・作曲は槇原敬之、編曲は本間昭光が手がけた。
『チコちゃんに叱られる!』のエンディング曲でもあり、同番組は2020年の槇原の不祥事発覚後もこの楽曲を差し替えずに使用している。（現在はひだまりの縁側で…コーナーBGM）
2019年4月2日よりダウンロード配信とストリーミングサービスが開始され、5月22日にCDシングルとして発売された。CDシングルは、2019年6月3日付のオリコン週間シングルランキングで最高位となる第18位を獲得。
レーベル名のLAUNDRY POLEとは「物干し竿」の意で、キョエのみが所属している。

## 収録曲
| #         | タイトル                                       | 作詞・作曲 | 編曲      | 時間  |
| --------- | ---------------------------------------------- | ---------- | --------- | ----- |
| 1.        | 「大好きって意味だよ (フルサイズ)」            | 槇原敬之   | 本間昭光  | 4:44  |
| 2.        | 「大好きって意味だよ (みんなのうた)」          | 槇原敬之   | 本間昭光  | 2:24  |
| 3.        | 「大好きって意味だよ (フルサイズ) カラオケ」   |            |           | 4:44  |
| 4.        | 「大好きって意味だよ (みんなのうた) カラオケ」 |            |           | 2:25  |
| 5.        | 「バカペラ」                                   |            |           | 0:04  |
| 合計時間: | 合計時間:                                      | 合計時間:  | 合計時間: | 14:21 |

## 書籍
- 絵本『大好きって意味だよ チコちゃんとキョエちゃんの絵本』（2019年、宝島社）原作 : 槇原敬之、文・絵 : 城井文、ISBN 978-4-8002-9821-8